# Entrevista de trabalho
Uma entrevista de emprego é uma entrevista que consiste em uma conversa entre um candidato a emprego e um representante de um empregador, que é conduzida para avaliar se o candidato deve ser contratado. As entrevistas são um dos dispositivos mais utilizados para a seleção de funcionários. As entrevistas variam na medida em que as perguntas são estruturadas, desde uma conversa totalmente desestruturada e livre até uma entrevista estruturada na qual o candidato é solicitado a fazer uma lista predeterminada de perguntas em uma ordem específica; entrevistas estruturadas geralmente são preditores mais precisos de quais candidatos serão funcionários adequados, de acordo com estudos de pesquisa.

## Estratégias
Características gerais:
- Capacidade mental: capacidade dos candidatos de ouvir, comunicar, trabalhar em equipe, ter atenção aos detalhes,[3] e aprender e processar informações,[4]
- Personalidade: Conscienciosidade, amabilidade, estabilidade emocional, extroversão, abertura a novas experiências[5][4][6]
- Interesse, objetivos e valores: motivos do candidato, objetivos e adequação pessoa-organização[4]

- Experiência: Conhecimento relevante para o trabalho derivado de experiência anterior[4][6]
- Educação: Conhecimento relevante para o trabalho derivado de educação anterior
- Treinamento: Conhecimento relevante para o trabalho derivado de treinamento prévio

Elementos principais do trabalho:
- Conhecimento declarativo: Conhecimento aprendido dos candidatos[6]
- Competências e habilidades processuais: capacidade dos candidatos para completar as tarefas necessárias para fazer o trabalho[7]
- Motivação: Disposição dos candidatos em exercer o esforço necessário para fazer o trabalho[8]

Apresentação interpessoal:
- Expressão verbal: tom, ritmo, pausas, tom[9][10]
- Comportamento não verbal: olhar, sorriso, movimento da mão, orientação do corpo[11]

Fatores pessoais/contextuais:
- Treinamento de entrevista: coaching, entrevistas simuladas com feedback[12]
- Experiência de entrevista: Número de entrevistas anteriores[13]
- Autoeficácia da entrevista: capacidade percebida dos candidatos de se sair bem na entrevista[14]
- Motivação da entrevista: motivação dos candidatos para ter sucesso em uma entrevista[15]

## Tipos

### Estruturada
- Garantir que as perguntas sejam relevantes para o trabalho, conforme indicado por uma análise do trabalho
- Faça as mesmas perguntas a todos os entrevistados
- Limite as solicitações ou perguntas de acompanhamento que os entrevistadores podem fazer
- Faça perguntas melhores, como perguntas de descrição comportamental
- Faça uma entrevista mais longa
- Controlar informações acessórias disponíveis para os entrevistados, como currículos
- Não permita perguntas dos candidatos durante a entrevista

- Classifique cada resposta em vez de fazer uma avaliação geral no final da entrevista
- Use escalas de classificação ancoradas (por exemplo, consulte BARS )
- Faça com que o entrevistador tome notas detalhadas
- Faça com que mais de um entrevistador visualize cada candidato (ou seja, faça entrevistas em painel)
- Faça com que os mesmos entrevistadores avaliem cada candidato
- Não permita qualquer discussão sobre os candidatos entre entrevistadores
- Treine os entrevistadores
- Use procedimentos estatísticos para criar uma pontuação geral da entrevista

### Outros tipos de perguntas
- As perguntas de fundo incluem um foco na experiência de trabalho, educação e outras qualificações.[16] Por exemplo, um entrevistador pode perguntar: "Que experiência você teve com ligações telefônicas de vendas diretas?" As entrevistas compostas principalmente por esses tipos de perguntas são frequentemente chamadas de "entrevistas convencionais".
- As perguntas de conhecimento do trabalho podem pedir aos candidatos que descrevam ou demonstrem conhecimentos, habilidades e habilidades (KSAs) relevantes para o trabalho. Estas são tipicamente perguntas altamente específicas.[17] Por exemplo, uma pergunta pode ser "Que passos você tomaria para conduzir uma sessão de treinamento de gerentes sobre segurança?"
- A entrevista de quebra-cabeça foi popularizada pela Microsoft na década de 1990 e agora é usada em outras organizações. Os tipos mais comuns de perguntas pedem ao candidato para resolver quebra-cabeças ou quebra -cabeças (por exemplo, "Por que as tampas de bueiros são redondas?") ou para resolver problemas incomuns (por exemplo, "Como você pesaria um avião sem uma balança?" ).[18]

### Formatos especializados

#### Painel
- Formato de apresentação – O candidato recebe um tópico genérico e é solicitado a fazer uma apresentação ao painel. Frequentemente usado em entrevistas acadêmicas ou relacionadas a vendas.
- Formato da função – Cada membro do painel tem a tarefa de fazer perguntas relacionadas a uma função específica da posição. Por exemplo, um membro do painel pode fazer perguntas técnicas, outro pode fazer perguntas de gerenciamento, outro pode fazer perguntas relacionadas ao atendimento ao cliente etc.
- Formato de tiro ao alvo – O candidato recebe perguntas de uma série de membros do painel em rápida sucessão para testar sua capacidade de lidar com situações estressantes.

#### Estresse
Exemplo de perguntas de entrevista de estresse:
- Situação pegajosa: "Se você pegasse um colega trapaceando em suas despesas, o que você faria?"
- Colocando um no local: "Como você sente que esta entrevista está indo?"
- "Estourando o balão": (suspiro profundo) "Bem, se essa é a melhor resposta que você pode dar..." (balança a cabeça) "Ok, e esta aqui. . . ?"
- Pergunta estranha: "O que você mudaria no design do taco de hóquei?"
- Duvidar da veracidade de alguém: "Não sinto que estamos chegando ao cerne da questão aqui. Comece de novo - diga-me o que realmente faz você vibrar."

### Tecnologia em entrevistas
A teoria da riqueza de mídia afirma que formas de comunicação mais detalhadas serão capazes de transmitir melhor informações complexas. A capacidade de transmitir essa complexidade permite que formas de comunicação mais ricas em mídia lidem melhor com a incerteza (como o que pode ocorrer em uma entrevista) do que meios de comunicação mais superficiais e menos detalhados.

## Estratégias e comportamentos do entrevistado

### Atratividade física
Uma vez que os indivíduos são categorizados como atraentes ou não atraentes, os entrevistadores podem ter expectativas sobre indivíduos fisicamente atraentes e fisicamente não atraentes e, em seguida, julgar os candidatos com base em quão bem eles atendem a essas expectativas. Como resultado, normalmente os entrevistadores julgam indivíduos atraentes mais favoravelmente em fatores relacionados ao trabalho do que julgam indivíduos não atraentes. As pessoas geralmente concordam sobre quem é e quem não é atraente e indivíduos atraentes são julgados e tratados de forma mais positiva do que indivíduos não atraentes. Por exemplo, as pessoas que pensam que outra pessoa é fisicamente atraente tendem a ter impressões iniciais positivas dessa pessoa (mesmo antes de conhecê-la formalmente), percebem que a pessoa é inteligente, socialmente competente e tem boas habilidades sociais e saúde mental geral.
A realização de entrevista estruturada com elementos é uma maneira possível de diminuir o viés.  Uma seção adicional que fornece dicas gerais de entrevista sobre como se comportar e se apresentar também pode ser incluída.

### Fingimento
1. A primeira envolve o entrevistado retratando-se como um candidato ideal ao emprego, exagerando as verdadeiras habilidades, adaptando as respostas para melhor se adequar ao trabalho e/ou criando a impressão de que as crenças, valores e atitudes pessoais são semelhantes aos da organização.
2. O segundo aspecto da falsificação é inventar ou fabricar completamente a própria imagem, juntando experiências de trabalho distintas para criar respostas melhores, inventando experiências ou habilidades falsas e retratando as experiências ou realizações dos outros como se fossem suas.
3. Em terceiro lugar, a falsificação também pode ter como objetivo proteger a imagem do requerente. Isso pode ser feito omitindo certas experiências negativas, ocultando aspectos negativos do passado do solicitante e separando-se de experiências negativas.
4. O quarto e último componente do fingimento envolve agradar o entrevistador, conformando opiniões pessoais para se alinhar com as da organização, bem como elogiar ou elogiar o entrevistador ou a organização sem sinceridade.

## Questões legais
Conforme discutido anteriormente, entrevistas com mais estrutura são consideradas as melhores práticas, pois tendem a resultar em decisões muito melhores sobre quem será um funcionário com bom desempenho do que entrevistas com menos estrutura.
- Qual a sua data de nascimento? [25]
- Você já foi preso por um crime? [25]
- Você tem planos futuros para casamento e filhos? [25]
- Quais são suas crenças espirituais? [26]
- Quantos dias você esteve doente no ano passado? Você já foi tratado por problemas de saúde mental? [26]
- Quais medicamentos prescritos você está tomando atualmente? [26]

A pesquisa encontrou resultados diferentes com base nas percepções dos entrevistadores sobre a deficiência. Por exemplo, algumas pesquisas encontraram um efeito de leniência (ou seja, candidatos com deficiência recebem classificações mais altas do que candidatos sem deficiência igualmente qualificados) nas classificações de candidatos com deficiência Outras pesquisas, no entanto, descobriram que há uma desconexão entre a pontuação da entrevista e a recomendação de contratação para candidatos com deficiência. Ou seja, mesmo que os candidatos com deficiência possam ter recebido uma pontuação alta na entrevista, eles ainda não são recomendados para o emprego.
Candidatos com deficiência e candidatos aptos relatam sentimentos semelhantes de ansiedade em relação a uma entrevista.  A entrevista é considerada a parte do processo de seleção onde pode ocorrer discriminação encoberta contra candidatos com deficiência. Se um solicitante tiver uma deficiência não visível, no entanto, ele terá mais opções de divulgação e discussão. Além disso, os candidatos que estavam cientes de que o empregador recrutador já havia empregado pessoas com deficiência sentiram que tiveram uma experiência de entrevista mais positiva.
As deficiências com estigma negativo e que são percebidas como resultantes das ações da pessoa (por exemplo, HIV positivo, abuso de substâncias) resultam em pontuações mais baixas nas entrevistas do que as deficiências para as quais as causas são percebidas como fora do controle do indivíduo (por exemplo, defeito de nascença físico). Na verdade, eles foram mais apreciados do que os candidatos que não revelaram sua deficiência e foram presumidos não deficientes. Os entrevistadores tendem a ficar impressionados com a honestidade da revelação.
Algumas implicações práticas para entrevistas de emprego para candidatos com deficiência incluem resultados de pesquisas que mostram que não há diferenças nas respostas do entrevistador a uma discussão breve e curta ou a uma discussão detalhada e longa sobre a deficiência durante a entrevista. Os candidatos, no entanto, devem observar que, quando uma deficiência não visível é divulgada perto do final da entrevista, os candidatos foram classificados de forma mais negativa do que os candidatos que divulgam antecipadamente e os que não divulgam. Portanto, é possível que os entrevistadores sintam que os indivíduos que atrasam a revelação podem fazê-lo por vergonha ou constrangimento.  Além disso, se a deficiência for divulgada após a contratação, os empregadores podem se sentir enganados pela nova contratação e as reações podem ser menos positivas do que teriam sido na entrevista. Se os candidatos quiserem divulgar sua deficiência durante a entrevista, a pesquisa mostra que uma divulgação e/ou discussão no início da abordagem da entrevista pode proporcionar-lhes alguns efeitos positivos na entrevista.

### Candidatos com antecedentes criminais
- Os empregadores só devem perguntar sobre o histórico de condenação criminal do candidato se estiver relacionado ao trabalho.[37]
- Tratar candidatos a emprego com antecedentes criminais de forma diferente com base em sua raça ou origem nacional é uma responsabilidade de tratamento diferente.[38] Tratamento desigual é definido como discriminação intencional[39] Se os empregadores perguntarem sobre condenações criminais no processo de entrevista, o entrevistador deve perguntar a todos os entrevistados e não apenas aos entrevistados de sexo, raça ou nacionalidade.
- A exclusão de requerentes com determinados antecedentes criminais pode acabar por excluir excessivamente grupos de indivíduos protegidos pelo Título VII[40] que é uma responsabilidade de impacto díspar.[38] O impacto díspar é definido como discriminação não intencional.[41]
- Alguns estados têm leis diferentes sobre como os registros de prisão e condenação podem ser usados nas decisões de contratação e quando os empregadores podem obter informações sobre registros criminais.[37]

Embora não tenham sido realizadas muitas pesquisas para examinar se os candidatos devem falar sobre seus antecedentes criminais ou não, um estudo de 2012 descobriu que os empregadores eram mais propensos a contratar alguém com antecedentes criminais se o candidato fizesse contato pessoal com o empregador e estava preparado e disposto a discutir seus conhecimentos relacionados ao trabalho. Este estudo descobriu que os empregadores preferiam candidatos que revelassem seus antecedentes criminais antecipadamente e estivessem dispostos a assumir a responsabilidade por suas ações.
Ao permitir que os candidatos sejam entrevistados antes de divulgar seus antecedentes criminais, esta campanha busca aumentar o número de candidatos com antecedentes criminais no local de trabalho. A campanha se concentra em como a discriminação na fase de recrutamento e seleção dificulta a obtenção de emprego por pessoas com condenações criminais. Não ter emprego torna mais difícil para as pessoas com antecedentes criminais sustentar suas famílias, e a falta de emprego pode aumentar a chance de a pessoa se tornar reincidente.

### Outras discriminações de candidatos: peso e gravidez
Devido a essas diferenças culturais, mais empresas estão adicionando treinamento transcultural ao treinamento de RH.

### Vieses metodológicos

#### Construir viés
Existem algumas maneiras pelas quais as diferenças interculturais podem atrapalhar os resultados de nossas tentativas de prever o desempenho no trabalho. Uma maneira de isso acontecer é se os comportamentos que uma pessoa exibe, que acompanham essa construção, são vistos de maneira diferente em diferentes culturas. Também pode ser até que ponto o construto existe em seu país. Por exemplo, o Multidimensional Work Ethic Profile (MWEP), é uma escala que demonstrou funcionar em muitos países. No entanto, na China, o conceito/dimensão MWEP de Lazer mostrou ter pouca equivalência com outros países, podendo ser uma avaliação culturalmente inadequada devido ao conceito confucionista de trabalho duro sem lazer. A pesquisa mostrou que as diferenças nos níveis de construtos transculturais estabelecidos, como a tensão cultural-soltura, aumentam ou diminuem o efeito dos traços de personalidade do Modelo de Cinco Fatores. Culturas rígidas têm normas sociais fortes e adesão, juntamente com baixa tolerância a comportamentos que se desviam dessas normas, e culturas frouxas são o oposto com normas fracas e alta tolerância ao desvio.

#### Viés de método
Por exemplo, no Ocidente, os candidatos preferem eliminar os detalhes e se concentrar no problema maior, tendendo a uma avaliação abrangente, partindo de elementos individuais e indo para o todo. No Japão, um respondente iria do geral ao específico na resposta, preferindo dividir um problema e analisá-lo peça por peça. Da mesma forma, existem diferenças entre culturas individualistas e coletivistas nos tipos de respostas que escolheram. Quando recebem uma série de opções, os individualistas tendem a escolher a opção orientada para a tarefa que envolve a comunicação direta com os outros. No entanto, os coletivistas escolhem a opção que vê a harmonia do grupo e proteger ou salvar a face dos outros como mais importante.